# Silent World
Die Zeitschrift Silent World ist eine zweimonatlich erscheinende Zeitschrift für das Sporttauchen aus dem Terra Oceanis Verlag in Kiel. Themenschwerpunkt sind Unterwasserbilder.
Das Magazin Silent World erschien erstmals zur Wassersportmesse boot im Januar 2008; seit Januar 2009 erschien sie viermal im Jahr, seit 2011 erscheint sie sechsmal jährlich. Die Druckauflage beträgt 30.000 Exemplare, die verkaufte Auflage 16.301 (IVW 3/13).
Die Zeitschrift wurde seit 2009 in Kooperation mit der Professional Association of Diving Instructors (PADI) herausgegeben. Hierbei gingen 15.000 Druckexemplare (seit 2012, davor 10.000) unmittelbar als kostenlose Einzelzustellung an neue Tauchschüler, die bei PADI einen der Kurse Discover Scuba Diving (DSD), Scuba Diver (SD) oder Open Water Diver (OWD) absolvierten. Diese Exemplare wurden mit dem PADI-Logo und Aufdruck „powered by PADI“ versehen.
Seit Anfang 2014 kooperiert die Zeitschrift anstelle von PADI mit Scuba Schools International (SSI).  15.000 Exemplare gehen seither pro Ausgabe an die deutsche Sektion der Tauchausbildungsorganisation.